# 맛있는 라면
맛있는 라면은 삼양식품에서 2007년 2월 10일 출시한 라면이다. 60여가지의 맛있는 재료로 만들었다는 컨셉을 가진 제품이다.

## 제품
맛있는 라면
2007년 2월 10일에 출시한 맛있는 라면 시리즈의 오리지널 제품이다.

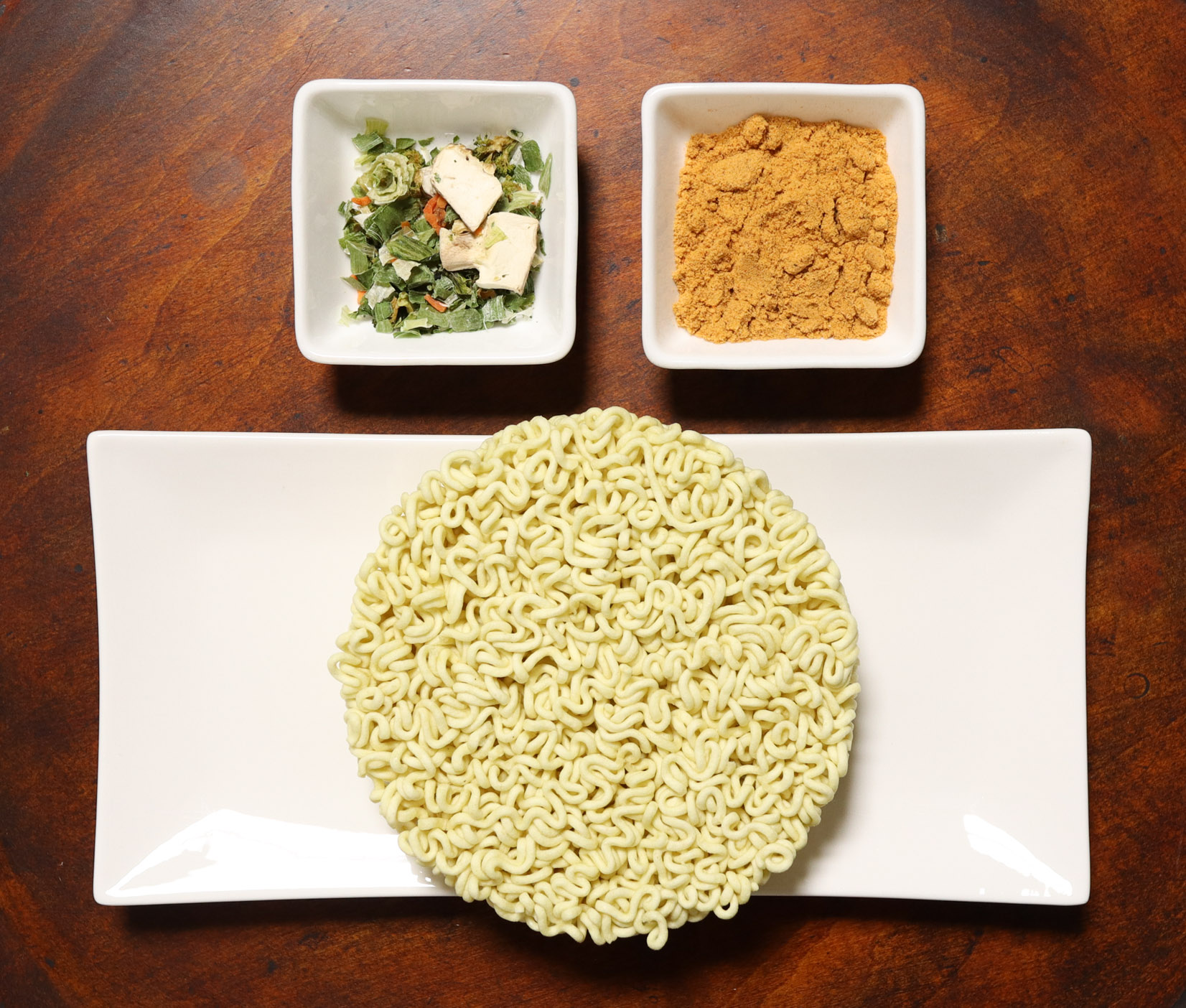
맛있는 라면 재료
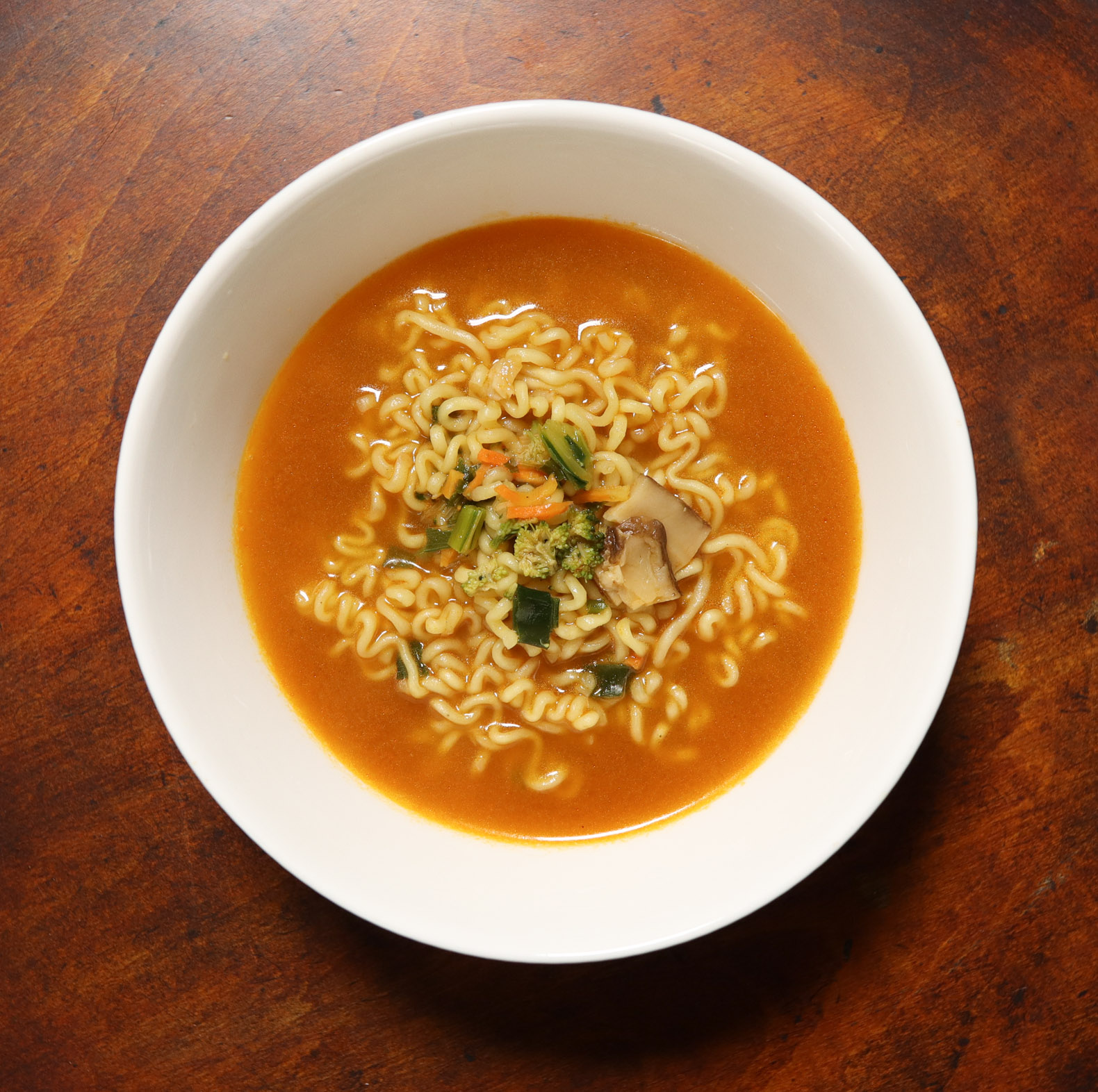
맛있는 라면
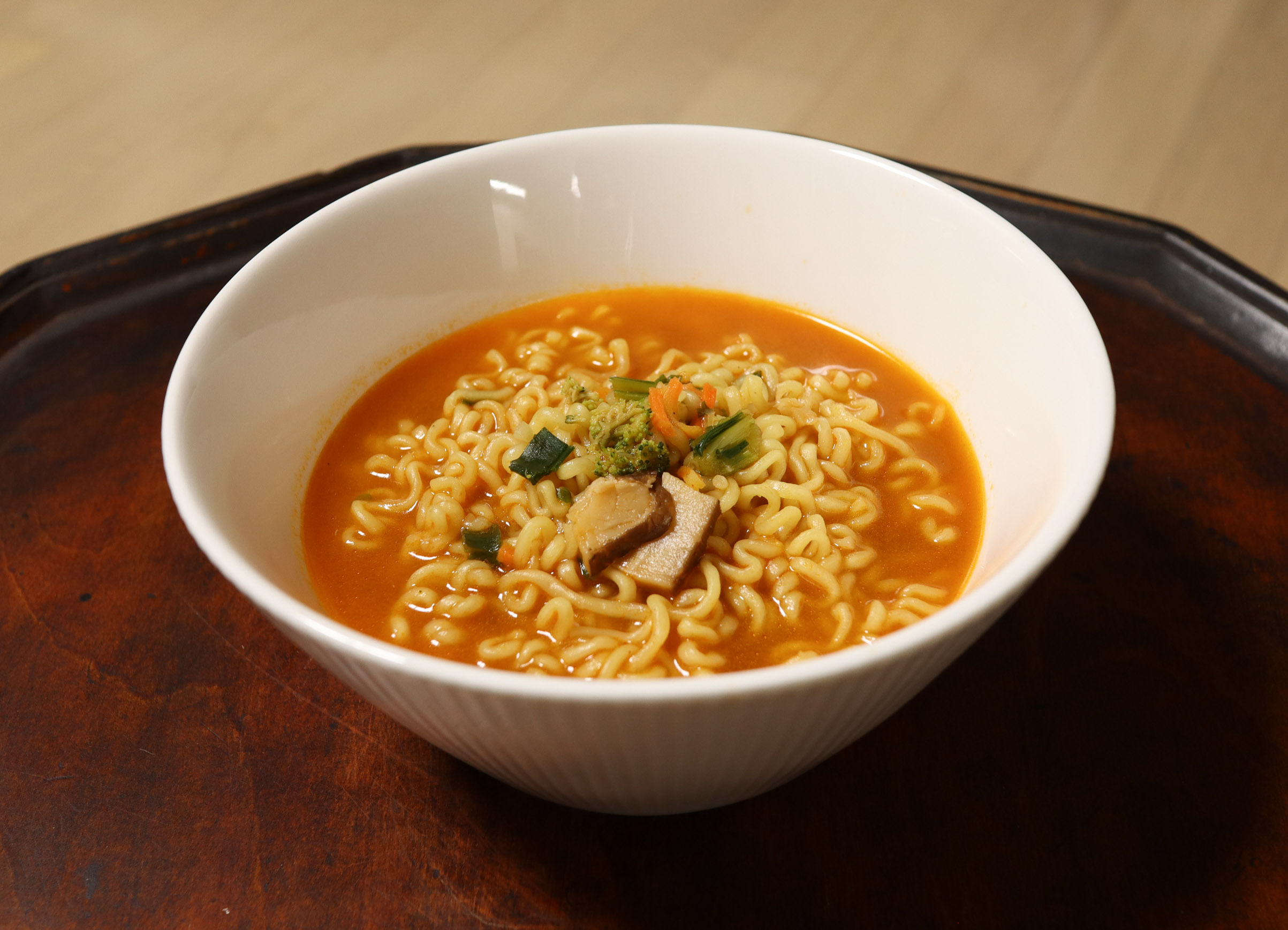
맛있는 라면

맛있는 라면 - 해물맛
2018년 11월 8일에 출시한 해물맛 첨가 제품이다.

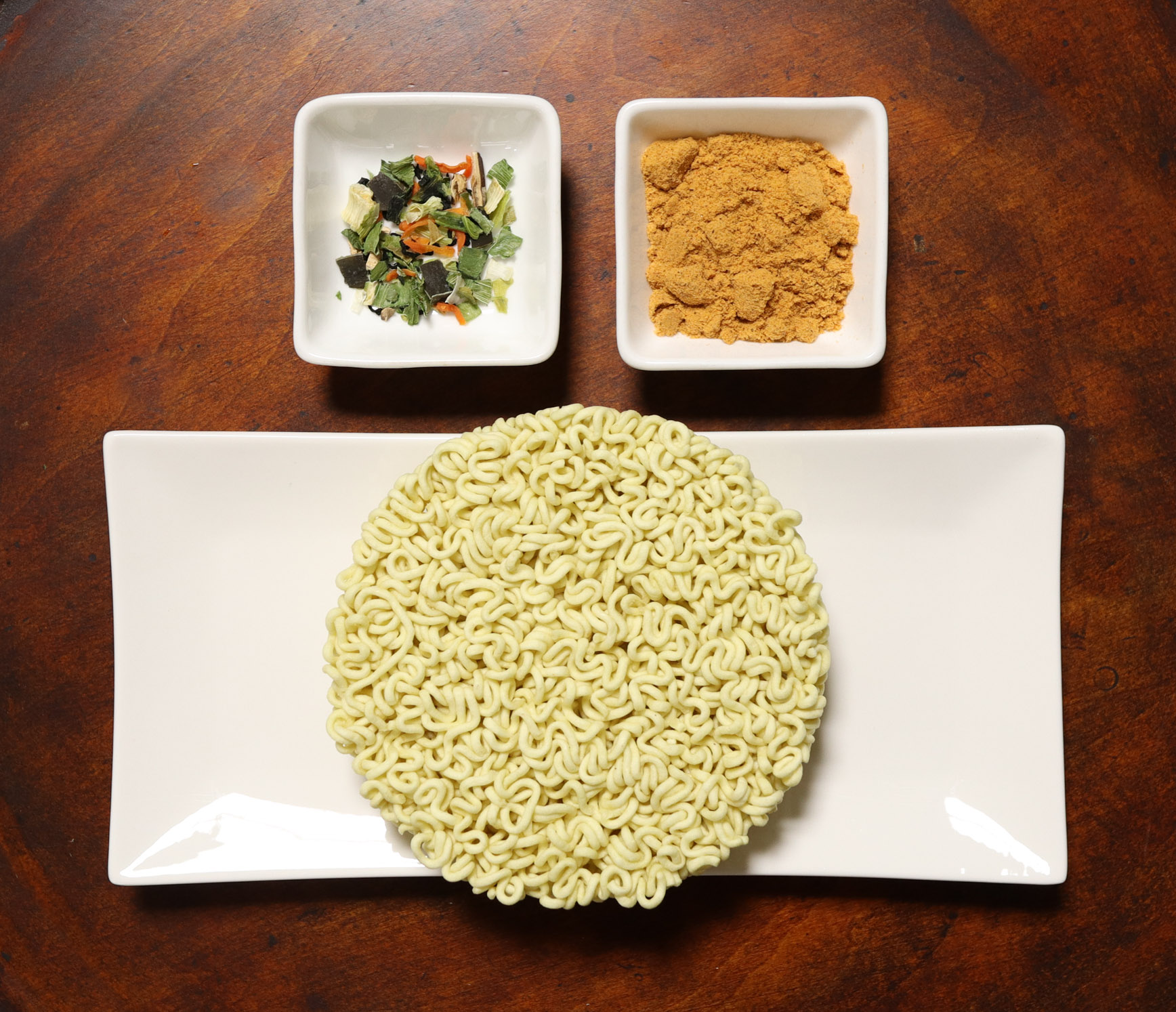
맛있는 라면 해물맛 재료
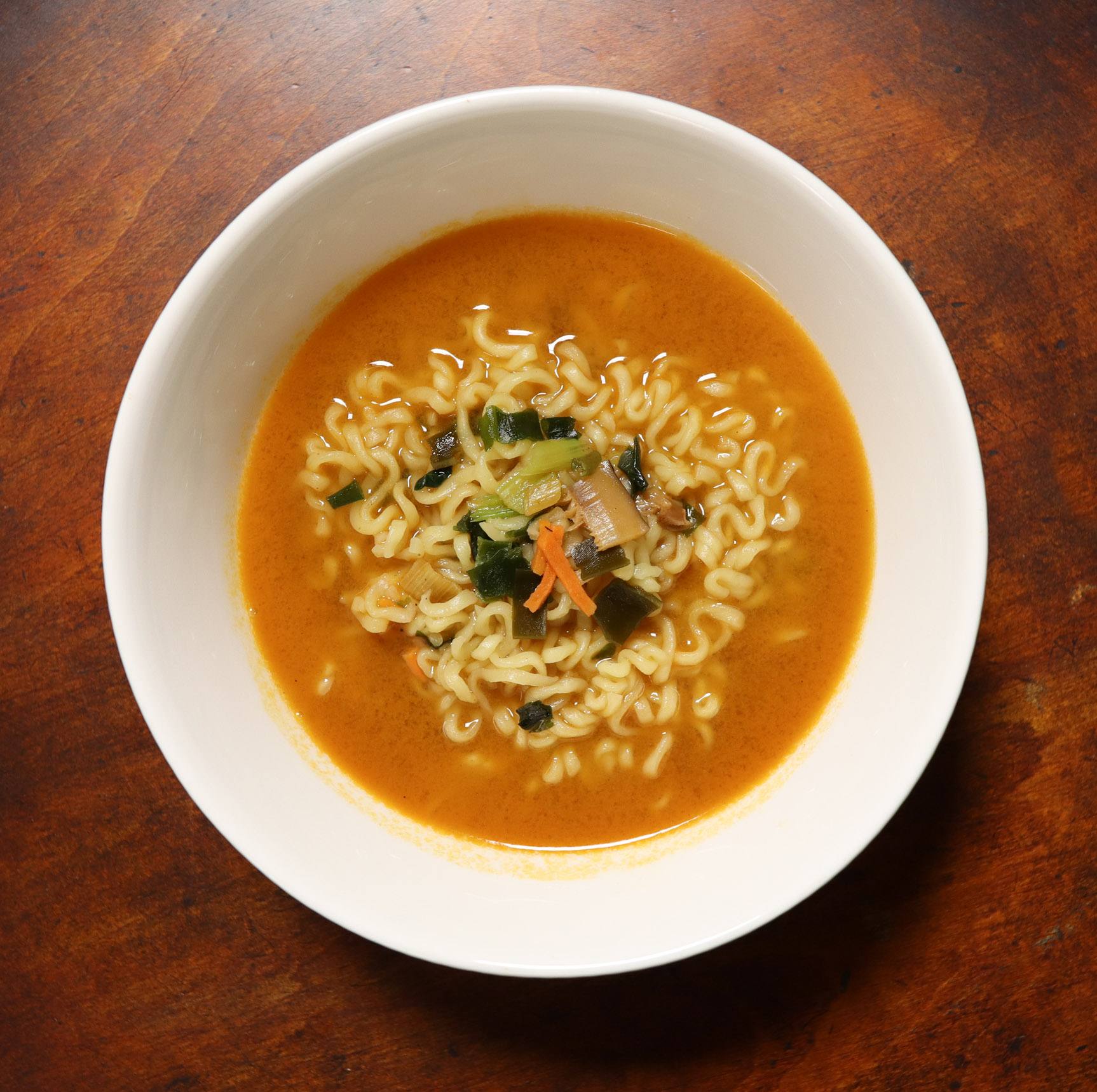
맛있는 라면 해물맛
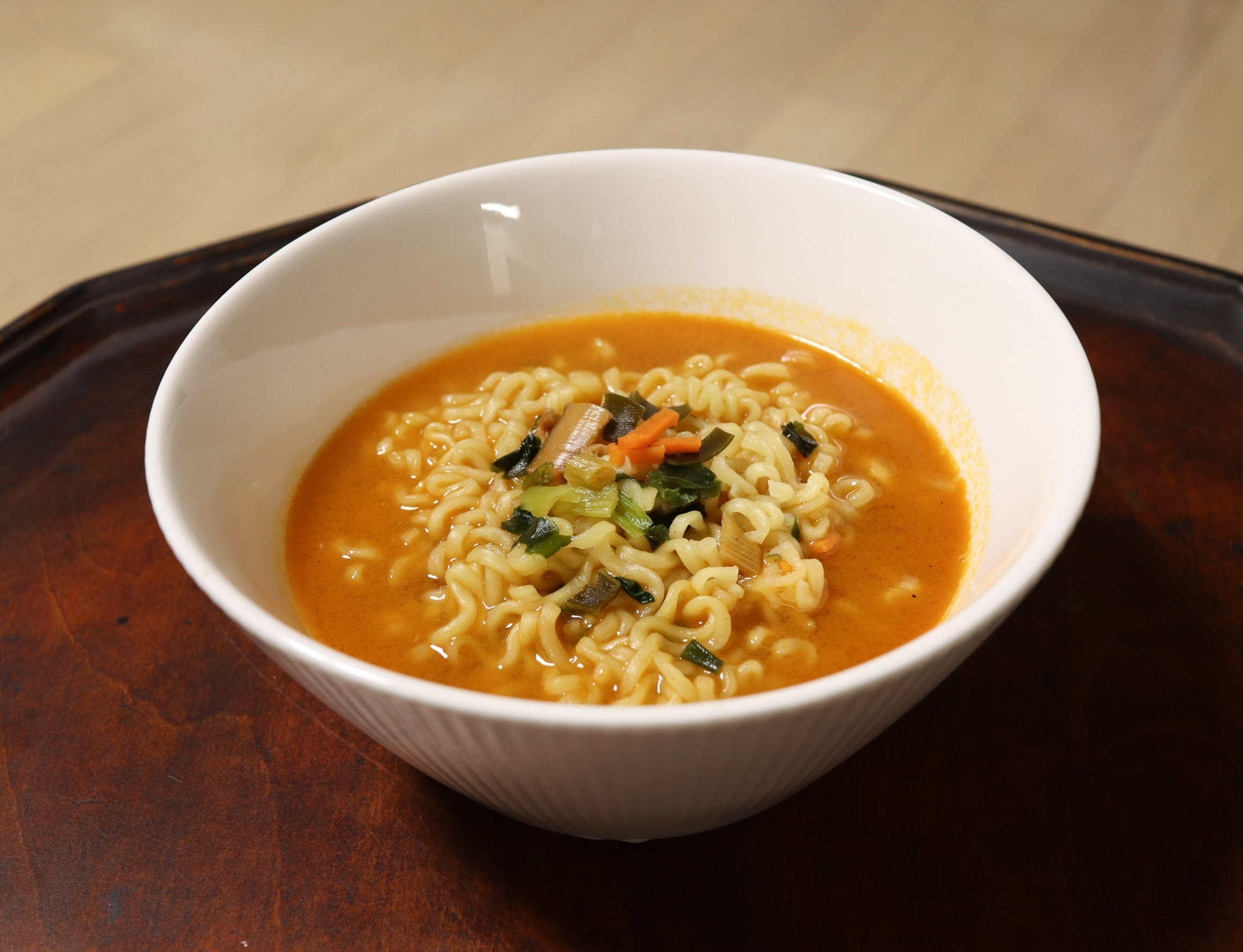
맛있는 라면 해물맛

맛있는 라면 - 비건
2021년 3월 31일 출시한 비건 제품이다.

## 같이 보기
- 삼양식품
- 삼양라면